# Seprio (comune)
Seprio era il nome di un comune italiano della provincia di Como, esistito dal 1928 al 1953.

## Storia
Il comune di Seprio venne istituito nel 1928 in seguito alla fusione dei comuni di Carbonate, Locate Varesino e Mozzate, il capoluogo.
L’unione riprendeva un’idea di Napoleone, che l’aveva realizzata nell’Ottocento includendovi anche Limido Comasco.
Nel 1950 venne ricostituito il comune di Locate Varesino; il comune di Seprio venne soppresso nel 1953, e il territorio spartito fra i ricostituiti comuni di Carbonate e Mozzate.